# Dendrophthora cupressoides
Dendrophthora cupressoides är en sandelträdsväxtart som först beskrevs av James Macfadyen, och fick sitt nu gällande namn av August Wilhelm Eichler. Dendrophthora cupressoides ingår i släktet Dendrophthora och familjen sandelträdsväxter. Inga underarter finns listade i Catalogue of Life.